# Piezogene Knötchen

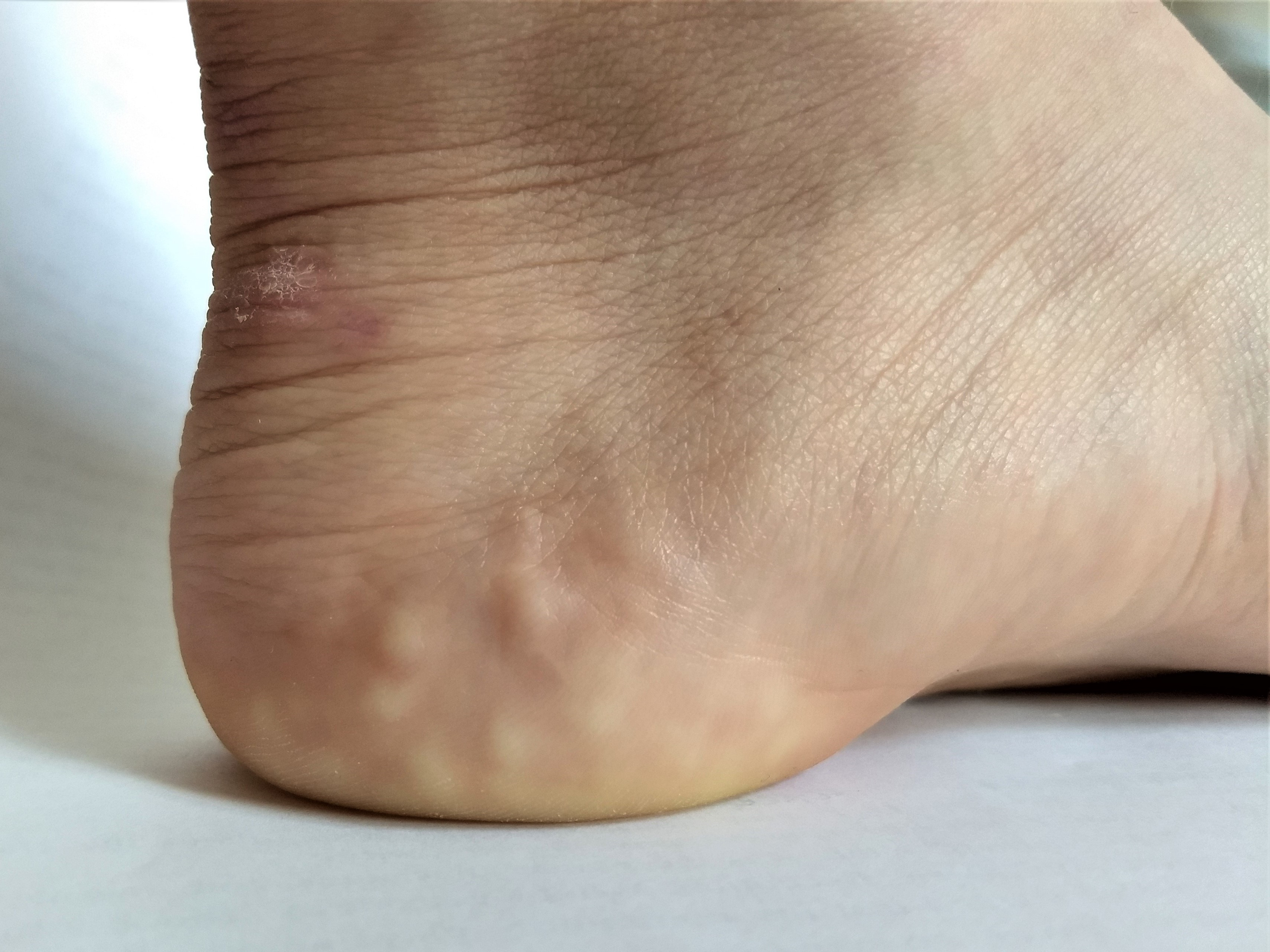
Piezogene Knötchen an einem Fuß

Piezogene Knötchen (synonym „Piezogene Papeln“; von altgriechisch πιέζειν, „pressen, drücken“) sind druckbedingte Fettgewebsvorwölbungen der Haut. Diese treten überwiegend im Alter von 20 bis 30 Jahren auf.

## Entstehungsweise
Durch Druck auf die Gewebefasern kommt es besonders im Fersenbereich, aber auch in anderen Körperabschnitten, zu kleinen Fettgewebehernien (geplatztes Fettgewebe) durch die Kollagenfasern in die Lederhaut (Dermis). Stehberufe, Sport sowie Übergewicht spielen hier eine große Rolle.

## Merkmale
Es finden sich häufig zahlreiche hautfarbene bis gelbliche bis zu 5 mm große Knötchen entlang der inneren und äußeren Fersenkanten. In seltenen Fällen sind die piezogenen Knötchen sehr schmerzhaft und schränken den Betroffenen sehr stark ein.

## Diagnose
Bei Belastung sind die Knötchen sichtbar, bei Entlastung jedoch nicht.

## Therapie
Bei schmerzfreien piezogenen Knötchen ist eine Therapie nicht nötig. Bei Beschwerden wird eine entsprechende Druckentlastung (z. B. Einlagen) empfohlen. In besonders schweren Fällen ist eine Exzision mit Subkutannaht möglich.